# Kryštof Norbert Voračický z Paběnic
Kryštof Norbert Voračický z Paběnic (německy Christoph Norbert Woracziczky von Babienitz) byl český šlechtic, svobodný pán z rodu Voračických z Paběnic.
 

## Život
Narodil se jako druhý syn svobodného pána Kryštofa Karla a jeho druhé manželky Anny Markéty Kostomlatské z Vřesovic († 1699). Měl sestry Antonii a Josefu a nevlastního bratra Karla Josefa.
V roce 1716 vstoupil do státních služeb a zastával úřad hejtmana Hradeckého kraje po dobu 35 let.
Po finanční stránce se mu však nevedlo dobře. Roku 1716 zděděné panství Černovice a Smilkov musel po roce 1719 prodat a později i statek Hořice. Vlastnil hodnotnou knihovnu, kterou přestěhoval na svůj statek Velký Barchov, ale i ten byl nucen v roce 1740 kvůli zadlužení prodat. 
Byl dvakrát ženat:
1. Barbora Malovcová z Malovic od roku 1718, † 1728
2. Marie Magdalena Alsterlová z Astfeldu, vd. 1729)

Měl syna Antonína Josefa, který sloužil v c. k. armádě roku 1783 dosáhl hraběcího titulu.